# Seznam zaniklých tvrzí a letohrádků v Praze
Jedná se o seznam zaniklých tvrzí a letohrádků na území Prahy.

## Tvrze
| tvrz                   | obvod nebo část Prahy          | poznámky                                                                                     |
| ---------------------- | ------------------------------ | -------------------------------------------------------------------------------------------- |
| Babice u Chval         | Praha 9, Horní Počernice       | první zmínka z r. 1512; doba zániku není známa                                               |
| Benice                 | Praha 10                       | v místech zbořeného hospodářského dvora                                                      |
| Běchovice (druhá tvrz) | Praha 10                       | první zmínka z r. 1543; zanikla po požáru r. 1508                                            |
| Běchovice (první tvrz) | Praha 10                       | vystavěna ve 13. století; zanikla nejspíše krátce po husitských válkách                      |
| Čakovice               | Praha 9                        | první zmínka z r. 1361; zanikla po útoku švédských vojsk r. 1648                             |
| Čimice                 | Praha 8                        | první zmínka z r. 1334; zanikla po třicetileté válce                                         |
| Dolní Měcholupy        | Praha 10                       | první zmínka z r. 1303; po r. 1542 uváděna jako pustá                                        |
| Dubeč                  | Praha 10                       | první zmínka z r. 1088; zanikla po třicetileté válce                                         |
| Dubeček                | Praha 10                       | první zmínka z r. 1352; po r. 1542 uváděna jako pustá                                        |
| Hloubětín              | Praha 9                        | první zmínka z r. 1207; zanikla nejspíše v 16. století                                       |
| Hodkovičky             | Praha 4                        | první zmínka z r. 1245; naposledy zmiňována ve 14. století                                   |
| Horní Krč              | Praha 4                        | první zmínka z r. 1328; na konci 16. století uváděna jako pustá                              |
| Horní Počernice        | Praha 9                        | první zmínka z r. 1322; naposledy zmiňována na konci 15. století                             |
| Hradiště               | Praha 9, Vinoř                 | první zmínka ve 14. století; po r. 1626 uváděna jako pustá; stávala v oboře vinořského zámku |
| Cholupice              | Praha 4                        | první zmínka z r. 1300; naposledy uváděna r. 1650, následně zpustla                          |
| Kbely                  | Praha 9                        | první zmínka z r. 1130; zanikla po třicetileté válce                                         |
| Kolovraty              | Praha 10                       | první zmínka z r. 1205; doba zániku není přesně známa                                        |
| Křeslice               | Praha 10                       | první zmínka z r. 1431; další písemné zmínky chybí                                           |
| Kyje                   | Praha 9                        | první zmínka ve 14. století; naposledy zmiňována v r. 1622                                   |
| Libuš                  | Praha 4                        | první zmínka z r. 1321; zanikla nejspíše v 17. století                                       |
| Litožnice              | Praha 10, Dubeč                | první zmínka z r. 1471; naposledy zmiňována v 16. století                                    |
| Miškovice              | Praha 9, Čakovice, Miškovice   | první zmínka z r. 1604; zanikla po třicetileté válce                                         |
| Olšany                 | Praha 3, Žižkov                | první zmínka z r. 1457; zanikla nejspíše v 16. století                                       |
| Pitkovice              | Praha 10, Uhříněves, Pitkovice | první zmínka z r. 1530; zanikla nejspíše v 18. století                                       |
| Podviní                | Praha 8, Libeň                 | první zmínka z r. 1421; v r. 1609 uváděna jako pustá                                         |
| Přední Kopanina        | Praha 6                        | první zmínka z r. 1408; zanikla nejspíše v 16. století                                       |
| Ruzyně                 | Praha 6, Ruzyně                | první zmínka z r. 1406; po r. 1429 uváděna jako pustá                                        |
| Slavětice              | Praha 9, Klánovice             | první zmínka z r. 1584; zanikla nejspíše v 16. století                                       |
| Stodůlky               | Praha 5                        | první zmínka z r. 1352; po r. 1542 uváděna jako pustá                                        |
| Strašnice (druhá tvrz) | Praha 10                       | jediná zmínka z r. 1516                                                                      |
| Strašnice (první tvrz) | Praha 10                       | první zmínka z r. 1417; naposledy zmiňována v r. 1673                                        |
| Šeberov                | Praha 4                        | první zmínka z r. 1665; doba zániku není známa                                               |
| Šešovice               | Praha 9, Hrdlořezy             | první zmínka z r. 1463; naposledy zmiňována v polovině 16. století                           |
| Štěrboholy             | Praha 10                       | první zmínka z r. 1419; naposledy zmiňována na začátku 16. století                           |
| Tryskovice             | Praha 9                        | první zmínka z r. 1410; naposledy zmiňována v r. 1558                                        |
| Vršovice               | Praha 10                       | první zmínka z r. 1619; zbořena r. 1988; v 19. století prošla přestavbou                     |
| Vysočany               | Praha 9                        | poprvé zmiňována na konci 15. století; v polovině 16. století uváděna jako pustá             |
| Záběhlice              | Praha 10                       | v letech 1407-1408 zde pobýval Václav IV., který ji vlastnil; v r. 1420 ji zbořili pražané   |

## Letohrádky
| letohrádek             | část Prahy           | poznámky |
| ---------------------- | -------------------- | --- |
| Jezuitský letohrádek   | Praha 1, Malá Strana | vystavěn ve 14. století; od r. 1894 Strakova akademie                                                                                           |
| Jezuitský letohrádek   | Praha 5, Smíchov     | vystavěn K. I. Dientzenhoferem; r. 1930 zbořen při stavbě Jiráskova mostu                                                                       |
| Slavatovský letohrádek | Praha 5, Smíchov     | vystavěn v letech 1673-1689 v místech vinic kartouzského kláštera; zbořen v letech 1899-1902; dochovala se Medvědí fontána a Slavatovský portál |